# Chesterfield (Indiana)
Chesterfield é uma cidade  localizada no estado americano de Indiana, no Condado de Delaware e Condado de Madison.

## Demografia
Segundo o censo americano de 2000, a sua população era de 2969 habitantes.
Em 2006, foi estimada uma população de 2780, um decréscimo de 189 (-6.4%).

## Geografia
De acordo com o United States Census Bureau tem uma área de
3,0 km², dos quais 3,0 km² cobertos por terra e 0,0 km² cobertos por água.

## Localidades na vizinhança
O diagrama seguinte representa as localidades num raio de 12 km ao redor de Chesterfield.